# 中山典之
中山 典之（なかやま のりゆき、1932年9月3日 - 2010年2月16日）は、囲碁のプロ棋士。長野県上田市出身。日本棋院東京本院所属。1951年、長野県上田松尾高等学校卒業。1953年、鈴木五良八段に入門。1962年入段。1992年六段に昇進。
アマチュア出身であり、入段が遅かった。タイトル戦などには縁がなかったが、文才に長け、『実録囲碁講談』『囲碁の世界』など囲碁界に関する多数の著作がある。またライターや編者としての100冊以上の棋書の編纂を行った。若い頃は名記録係といわれ、読売新聞の観戦記者である山田覆面子に重用された。アマチュアへの指導に高い評価があり、1982年からほぼ毎年海外に出て囲碁の普及に努めた。これらの功労により、1996年に普及功労賞、2004年に大倉喜七郎賞を受賞した。
珍瓏の名手であり、代表作の1つである「ハート」は世界中の囲碁愛好家に知られている。
2010年2月16日、脳梗塞により77歳で死去。追贈七段。

## 扇子
日本棋院は、中山典之による扇子を2種類販売している。
- 「囲碁いろは歌」（囲碁をテーマにした手習い歌）
- 珍瓏「ハート」

日本棋院の内規では棋士の扇子の作成は3大タイトル（棋聖・本因坊・名人）の経験者に限られているが、中山については例外的に作成が認められている。

## 著書
- 実録囲碁講談 中山典之 著. 日本経済新聞社,1977.1.（のち、『完本実録囲碁講談』として岩波現代文庫）
- うわ手粉砕作戦 : 白の辣腕、怖れるに足らず 中山典之 著. 独楽書房,1982.10.
- 碁狂ものがたり 中山典之 著. 日本棋院, 1982.6.
- 現代囲碁大系25・梶原武雄 中山典之著　講談社、1984
  - 現代囲碁名勝負シリーズ7 梶原武雄 講談社 1987
- 現代囲碁大系42・小林光一 中山典之著　講談社、1984
  - 現代囲碁名勝負シリーズ2 小林光一 講談社 1986
- 囲碁の世界 中山典之 著. 岩波書店, 1986.6. 岩波新書
- 定石はずれ 中山典之 著. 日本棋院, 1989.10. 烏鷺うろブックス
- 囲碁の魅力 : 悠久四千年 中山典之 著. 三一書房, 1992.6.
- 碁裡夢中囲碁いろは川柳 : 平成万葉集 中山典之 編著. 三一書房, 1993.6.
- 囲碁いろは歌 : 前代未聞棋響千秋 中山典之 著. 自費出版 1994.11.
- シチョウの世界 中山典之 著. 日本棋院, 1998.6. 日本棋院の囲碁読本 ; 2
- 圍爐端歌百吟 中山典之 著. 芸艸堂, 1999.11.
- 盤端の奇跡 : 初心者から有段者への特急券 中山典之 著.
- 囲碁界の母・喜多文子 中山典之 著. 日本棋院, 2000.11.
- 昭和囲碁風雲録. 上下 中山典之 著. 岩波書店, 2003.6.　のち岩波現代文庫

### 編集
- 『定石原典』シリーズ（梶原武雄著 ; 中山典之編集）独楽書房（のち、ユージン伝から再刊）
- 『梶原流電撃戦法』シリーズ（梶原武雄著・中山典之編集）独楽書房（のち、ユージン伝から再刊）
- 『小林流必勝置碁』シリーズ（小林光一著・中山典之編集）独楽書房（のち、ユージン伝から再刊）
- 『宇宙流序盤構想』シリーズ（武宮正樹著・中山典之編集）木本書店
- 『宇宙流武宮正樹快局選』（武宮正樹 著 ; 中山典之 編集・記述）木本書店
- 『中京の父子鷹打碁集』（羽根泰正・羽根直樹 著 ; 中山典之 編集・記述）木本書店

など。